# Břasy
Břasy (dříve Vranov, německy Wranow) jsou obec v okrese Rokycany v Plzeňském kraji. Leží jedenáct kilometrů severně od Rokycan. Žije v ní přibližně 2 300 obyvatel.

## Název
Název je odvozen z hovorového jména pro vřes.

## Historie
Okolí Břas bylo osídleno již v pravěku. Na vrchu Křemenáč se nacházelo eneolitické výšinné sídliště, které bylo později znovu osídleno ve době halštatské.
První písemná zmínka o vsi Vranov (Wranow uilla), jak se dříve nazývala místní část Břasy, pochází z roku 1379. Současná obec byla ustavena sloučením pod názvem Břasy roku 1960; od roku 1982 se tento název užívá i pro někdejší Vranov.

### Průmysl
Těžbu černého uhlí u Břas zahájili Šternberkové v roce 1610.
Doly se koncentrovaly do oblasti vymezené Břasy, Vranovicemi, Kříšemi a Stupnem a na dostupný zdroj energie navázaly další průmyslové podniky jako sklárny a oleové hutě. Nízké mzdy horníků v roce 1833 vyústili ve dvoutýdenní stávku zaměstnanců šternberských dolů. Horníci dolů rodiny Starcků se nepřipojili a požadavky stávkujících nebyly vyslyšeny. V roce 1900 naopak vypukla stávka na starckovských dolech. Trvala dva měsíce a horníci dosáhli zvýšení mzdy o pět procent. V té době už hornictví u Břas pomalu upadalo. Roku 1924 byla propuštěna polovina všech horníků v oblasti, což vedlo k velkému nárůstu nezaměstnanosti. Ta přetrvala až do druhé poloviny třicátých let dvacátého století, kdy zde Šternberkové otevřeli sklárnu na tabulové sklo. Později se v podniku začal vyrábět nábytek. Po znárodnění výrobu převzal podnik Jitona.
Elektrifikaci Břas a okolních vesnic umožnily vodní elektrárna Václava Čapka v Darové (1913) a parní elektrárna hraběte Šternberka na pile v Břasích. K dalším průmyslovým podnikům patřila od roku 1926 keramická továrna Antonína Kadlece, dále Slévárna Havel, ve které se vyráběla kanalizační litina (výroba ukončena roku 1998), a keramický závod Starcků (od 24. října 1945 Jodasta) na výrobu chemicky odolné kameniny, fasádních obkladů a barev s vlastní elektrárnou.

### Doly
Většina břaských dolů se nacházela mezi vesnicí, zámečkem Hochperk a Vranovicemi. Mezi větší podniky patřil důl Liewald (též Jánský důl). V první polovině devatenáctého století jej otevřel Antonín Liewald a jeho rodině patřil až do roku 1860. Po roce 1840 v oblasti začala podnikat rodina Starcků, která postupně nakupovala podíly v menších i větších dolech (Svatý Bartoloměj, Jáchym, Svatý Jiří, Martini, Liewald ad.) a postupně vytlačila Liewaldy. K dalším důlním podnikatelům patřilo Bartolomějské těžařstvo, Hořovicko-saligerská společnost a své doly měli také Vrtbové a od roku 1848 stát.
Důl Liewald od roku 1860 provozovala společnost Dolové a průmyslové závody Jan David Starck. Od roku 1871 byl koněspřežnou dráhou propojen s nádražím ve Stupně. V roce 1909 zaměstnával asi 200 horníků a dosáhl hloubky 76 metrů. Po první světové válce se dobývaly dvě sloje s mocnostmi 1–1,1 metru a 2,1–4,5 metru v hloubkách čtyři až 58 metrů. Roku 1934 důl koupil Jiří Šternberk, který v oblasti už provozoval doly Hedvika, Matylda a Sto. Severní část oblasti těžil zejména důl Matylda I., založený v roce 1820. Dosáhl hloubky 91 metrů a v pozdějších dobách byl propojen s dolem Liewald. Uzavřen byl v roce 1947. Mezi zámečkem Hochperk a dolem Liewald byl otevřen povrchový lom Liewald. V zatáčce silnice z Břas do Vranovic se nachází jezírko s rezavě zbarvenou vodou. Je pozůstatkem dolu a lomu Egidi, který byl provozován v letech 1823–1893. Větší jezero v chatové osadě Amerika je zatopeným lomem, zvaným nejspíše Christián.
Po druhé světové válce byly břaské doly znárodněny a staly se majetkem národního podniku Západočeské uhelné doly se sídlem ve Zbůchu. Ten většinu dolů uzavřel a těžba pokračovala jen v dolech Liewald a Matylda I. Posledními provozovanými doly se staly jámy Matylda II. a Matylda IV. u Kříš, uzavřené v roce 1969.

### Úzkorozchodné dráhy
V letech 1871–1908 u Břas fungovala koněspřežná úzkorozchodná dráha s rozchodem 700 milimetrů. Nechal ji vybudovat Johann Anton Starck, aby mohl dopravovat uhlí ze svých břaských dolů ke stupenskému nádraží. V roce 1908 byla dráha elektrifikována. Přepravovala především uhlí, cihly, sklo, keramiku a šamot. Obsluhovala ji pětice lokomotiv, které vozily přibližně desetitunové náklady a dosahovaly rychlosti 10 km/h. Napájení zajišťovala elektrárna ve Starckově barvírně, která však v roce 1945 přestala fungovat, a stroje na železnici byly nahrazeny dieselovými průmyslovými lokomotivami. Provoz trati byl ukončen v roce 1953, odkdy dopravu uhlí z dolu Matylda umožnila běžná vlečka.
Druhou úzkorozchodnou koňskou tratí byla dráha Šternberků, která spojovala Břasy s doly u Darové. Trať měřila 8,5 kilometru a zkolaudována byla 30. srpna 1877. V roce 1924 ji nahradila 645 metrů dlouhá lanovka. Společně s lanovkami od dolů Liewald, Matylda a Cecilie končila v centrální stanici, která stávala u silnice z Břas do Kříš.

## Obyvatelstvo
| Rok                                                                               | 1869  | 1880  | 1890  | 1900  | 1910  | 1921  | 1930  | 1950  | 1961  | 1970  | 1980  | 1991  | 2001  | 2011  | 2021  |
| --------------------------------------------------------------------------------- | ----- | ----- | ----- | ----- | ----- | ----- | ----- | ----- | ----- | ----- | ----- | ----- | ----- | ----- | ----- |
| Počet obyvatel                                                                    | 4 098 | 4 922 | 5 275 | 4 845 | 4 359 | 3 996 | 3 931 | 3 224 | 3 293 | 2 802 | 2 600 | 2 214 | 2 033 | 2 151 | 2 285 |
| Počet domů                                                                        | 390   | 441   | 470   | 487   | 498   | 511   | 590   | 699   | 698   | 690   | 671   | 786   | 796   | 810   | 908   |
| Data z roku 1961 je zahrnují domy místní části Darová, Kříše, Stupno a Vranovice. |       |       |       |       |       |       |       |       |       |       |       |       |       |       |       |

## Obecní správa

### Části obce
- Břasy
- Darová
- Kříše
- Stupno
- Vranovice

### Obecní symboly
Znak a vlajka byly obci uděleny rozhodnutím předsedy Poslanecké sněmovny Parlamentu České republiky dne 22. ledna 2001.

## Pamětihodnost
Výšinné neopevněné sídliště Křemenáč

## Osobnosti
- Eva Roučka (* 1951 Plzeň), výtvarnice, sochařka, designérka
- Josef Starck (1835 Břasy–1914 Plzeň), právník, politik

### Jiří Potůček
V obci Břasy (tehdy Vranov) vyrůstal československý bojovník proti nacismu, člen paradesantní skupiny SILVER A, Jiří Potůček. Ten se narodil v italském městě Bruneck 2. července 1919 manželům Vilémovi a Antonii (rozené Karlové) Potůčkovým. Ještě v době Potůčkova dětství se rodina přestěhovala z Brunecku do Břas u Rokycan (tehdy Vranov) v Československé republice. Jiří později získal zaměstnání v jugoslávském Osijeku, odkud se vydal přes Sýrii do Francie, kde se přihlásil do řad československé zahraniční armády. Po evakuaci do Velké Británie byl vytipován pro nabídku přípravy na plnění zvláštních úkolů v okupované vlasti, se kterou souhlasil a byl vybrán do pozice radiotelegrafisty pro skupinu SILVER A. V prosinci 1941 byl vysazen nad Protektorátem Čechy a Morava. Od ledna 1942 navázal, prostřednictvím své radiostanice Libuše, úspěšné spojení mezi domácím odbojem a exilovou reprezentací v Londýně. Byl nepřímo zapojen do příprav atentátu na zastupujícího říšského protektora Reinharda Heydricha. V období po atentátu musel měnit místa svého pobytu i vysílání. Po útěku z obklíčení Gestapa prchal několik dní, nakonec jej 2. července 1942 znaveného zastřelil protektorátní četník Karel Půlpán u obce Trnová (dnes součást Pardubic).
Jeho památku v Břasích připomíná památník – plastika v podobě vrchlíku padáku a žulová dlaždice s nápisem „Jiří Potůček – Tolar 12. 7. 1919 – 2. 7. 1942“. Jméno Tolar použité na památníku, je krycí jméno, které Jiří Potůček používal během své operační činnosti. Pomník byl slavnostně odhalen v červenci 2009.

## Další fotografie

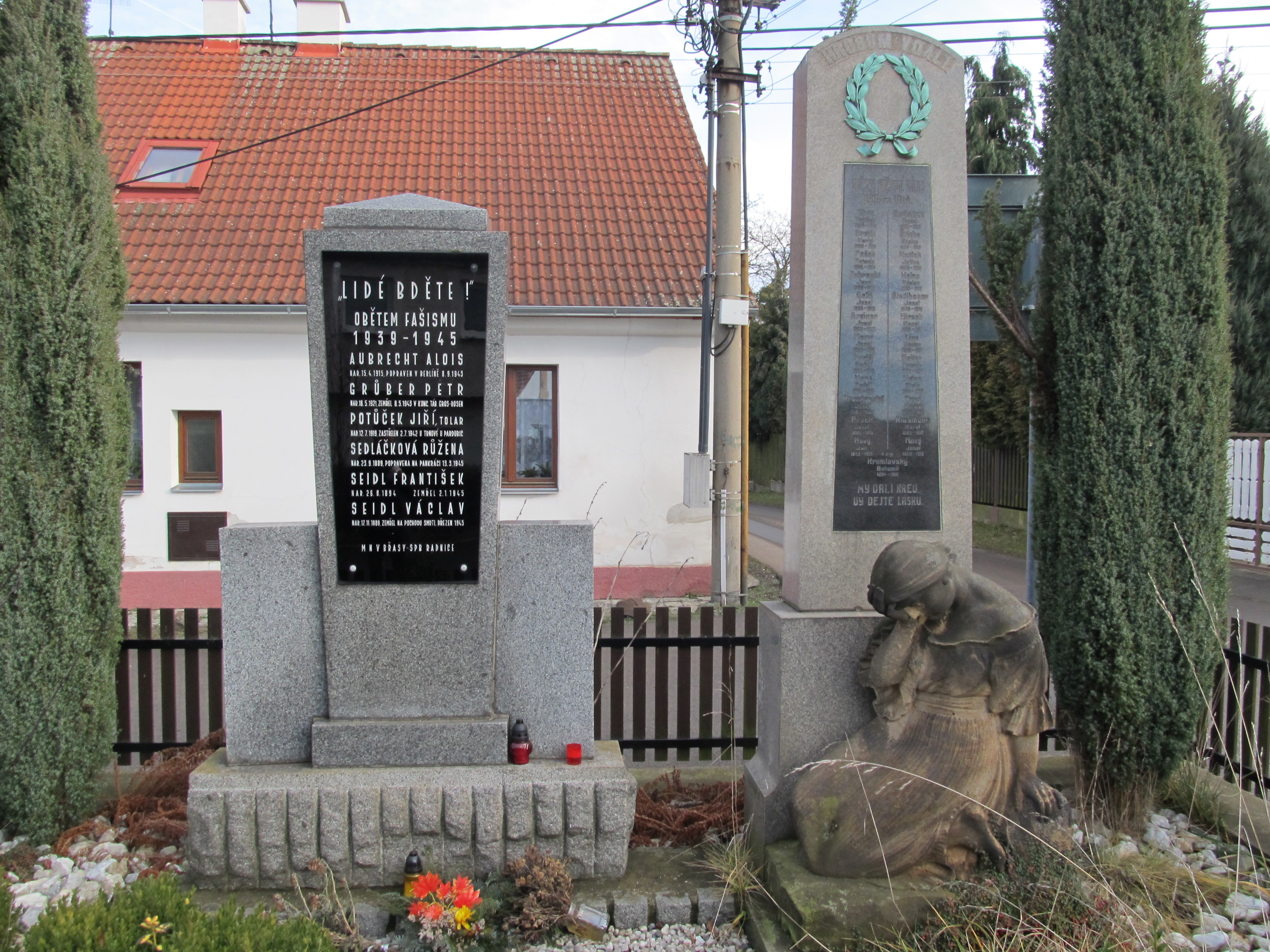
Pomníky obětem první a druhé světové války
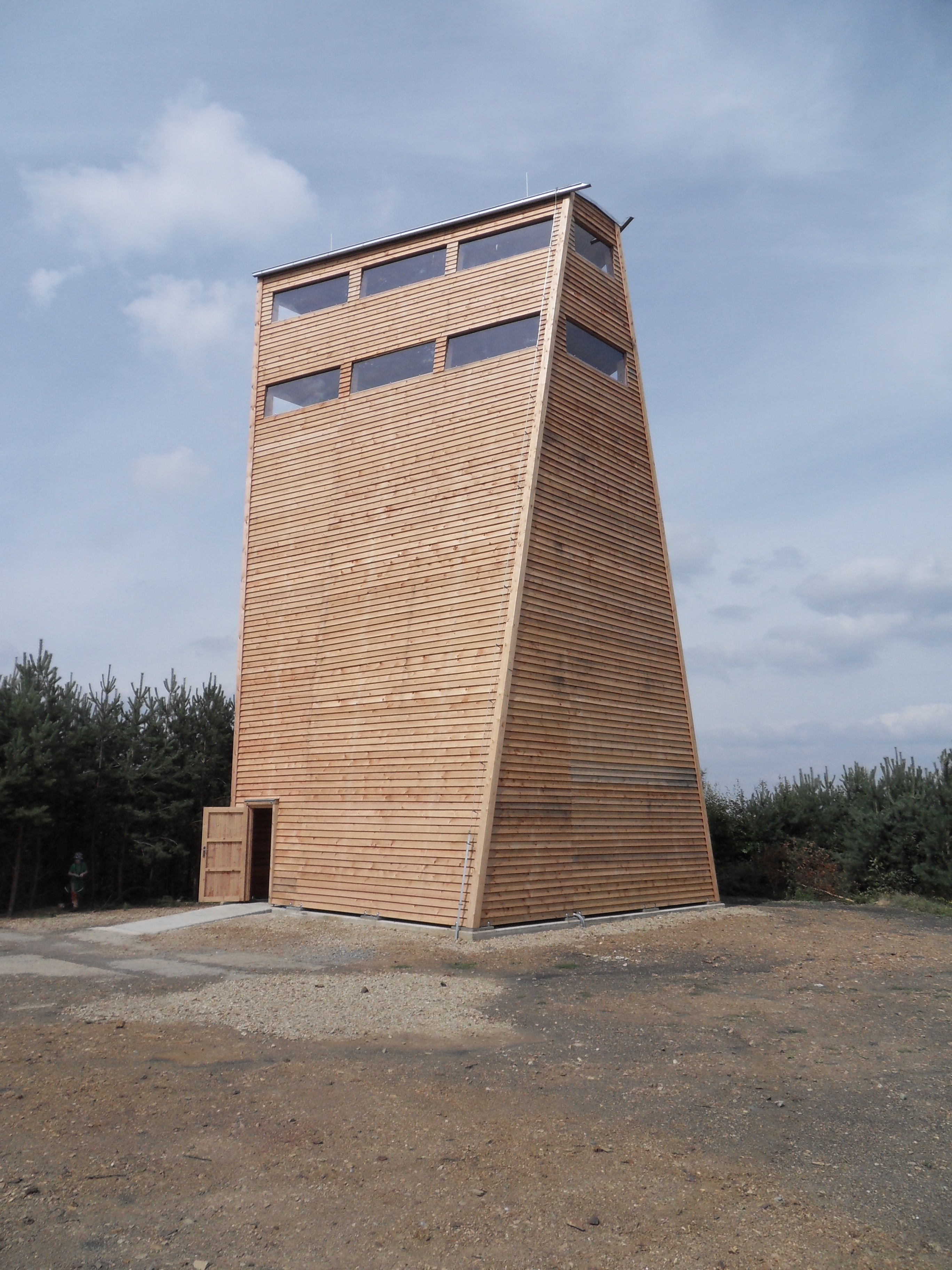
Rozhledna Na Vrších severně od obce
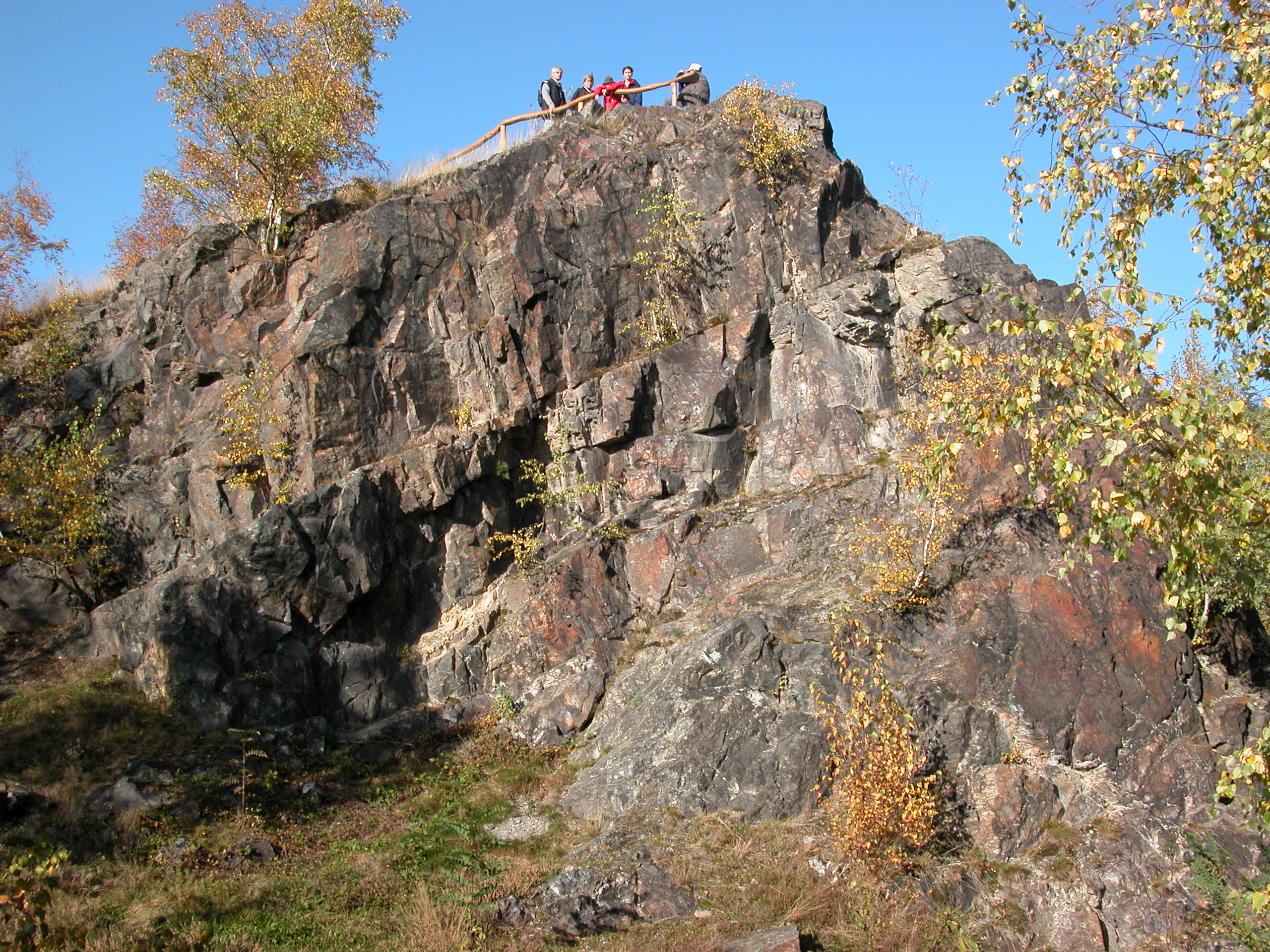
Vrch Křemenáč (či Křemelák)
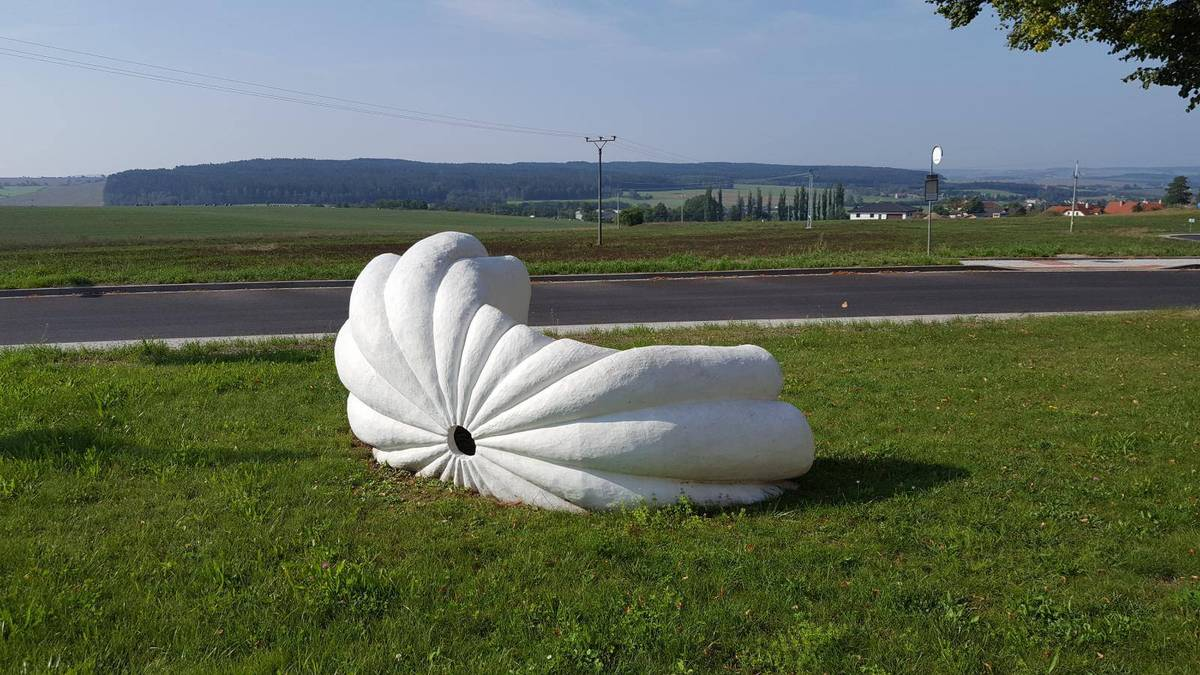
Památník Jiřího Potůčka-Tolara
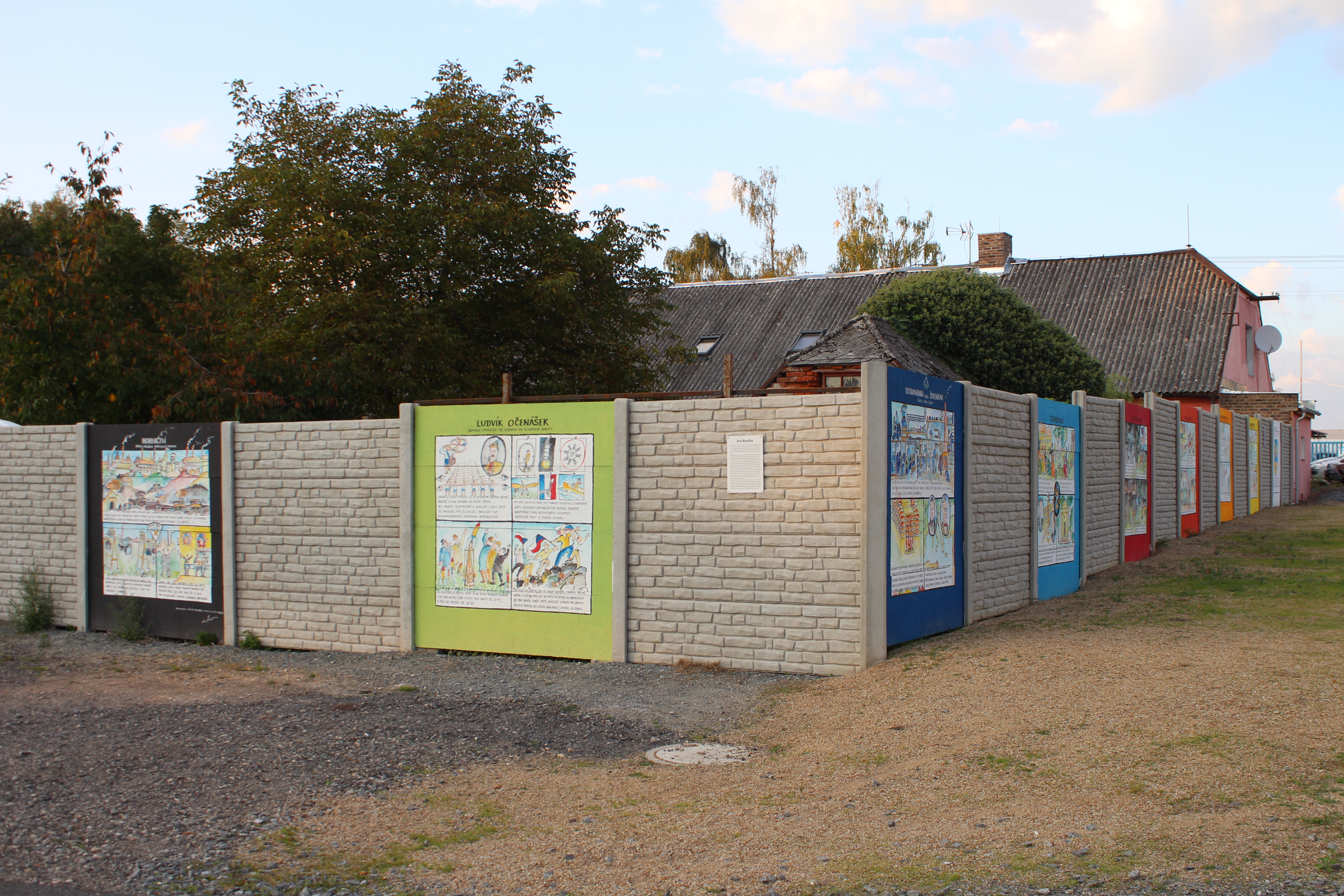
Malovaná zeď u Ultramarinky od Evy Roučky